# Marinarozelotes holosericeus
Marinarozelotes holosericeus es una especie de araña araneomorfa del género Marinarozelotes, familia Gnaphosidae. Fue descrita científicamente por Simon en 1878.
Se distribuye por el Mediterráneo. El cuerpo del macho mide aproximadamente 6,53 milímetros de longitud y el de la hembra 8,72 milímetros.